# TOEFL Primary
TOEFL Primary(Test of English as a Foreign Language Primary)는 청소년을 위한 영어 공인 시험의 하나이다.

## 같이 보기
- TOEFL
- TOEFL Junior
- G-TELP Jr.
- TOEIC Bridge
- JET